# Chronophone
O Chronophone é um aparelho patenteado por Léon Gaumont , em 1902, para sincronizar o Cinematógrafo (Chrono-Bioscópio) com um disco de Fonógrafo (Cyclophone) usando um "condutor" ou "painel de controle". Este aparelho de sound-on-disc foi usado experimentalmente entre 1902 e 1910. "Em janeiro de 1911, a exploração industrial iniciou-se no Olympia". O chronophone iria mostrar phonoscènes (um precursor dos vídeoclipes) e filmparlants ("Filmes Falantes"), quase todas as semanas, entre 1911 e 1917 na Gaumont Palace", O Maior Teatro do Cinema do Mundo", anteriormente conhecida como Hipódromo de Paris.
Nos Estados Unidos, o rival inicial do Chronophone foi o Cameraphone.